# Буняк Тетяна Іванівна
Буняк (Стеценко) Тетяна Іванівна, 7 лютого 1957) — радянська спортсменка, срібна призерка Ігор XXII Олімпіади з академічного веслування у складі вісімки.

## Спортивні досягнення
1977 — срібна призерка чемпіонату світу в Амстердамі.
1978 — чемпіонка світу в Новій Зеландії.
1979 — чемпіонка світу в Югославії.
1980 — заслужений майстер спорту СРСР.
1980 — срібна призерка Ігор XXII Олімпіади у складі вісімки.
1986 — закінчила Київський державний інститут фізичної культури.